# Orangeville (Illinois)
Pour les articles homonymes, voir Orangeville (homonymie).
Orangeville est un village du comté de Stephenson, dans l'Illinois, aux États-Unis. Fondé en 1851, il est incorporé le 29 mai 1873. Lors du recensement de 2010, le village comptait une population de 793 habitants.

## Source de la traduction
- (en) Cet article est partiellement ou en totalité issu de l’article de Wikipédia en anglais intitulé « Orangeville, Illinois » (voir la liste des auteurs).